# Zornia trachycarpa
Zornia trachycarpa är en ärtväxtart som beskrevs av Julius Rudolph Theodor Vogel. Zornia trachycarpa ingår i släktet Zornia och familjen ärtväxter. Inga underarter finns listade i Catalogue of Life.